# 茜色如燒
《茜色如燒》，2021年5月21日上映的日本電影，為日本導演石井裕也自編自導的劇情片，由尾野真千子主演。本片為尾野真千子睽違四年的長篇電影單獨主演作。尾野與小田切讓則是繼石井裕也於2015年執導的連續劇《糖果之家》後再度飾演夫妻。
本片為第11屆北京國際電影節9月參展片，為日本以外地區之首映；2022年於台北電影節上映。在日本分級制被分為R15+級。

## 製作花絮
此片為導演石井裕也於2020年日本疫情爆發之後發想出的企劃，為描寫同時期在疫情之下市井人物所遭遇之生活上的難題。石井於同年六月多開始著手寫企劃案，兩週內寫完劇本，七月向尾野真千子等人提出邀約並面試其他角色，八月底開拍至九月殺青，拍攝期間約為20天。因是緊急事態下的拍攝日程，工作人員僅動用一般電影團隊人數的一半。後製不到一年內上映，為日本電影製作上的異例。

## 劇情概要
田中良子（尾野真千子 飾）在丈夫陽一（小田切讓 飾）七年前車禍身故後，即獨力扶養就讀中學的兒子純平（和田庵 飾），母子倆住在房租低廉的公共社區。原本良子經營的咖啡店因新冠疫情而停止營業，良子除了在花店打工亦在風俗店工作，以支付母子兩人生活費與已逝丈夫的高齡父親之昂貴看護費用，但良子仍下定決心讓咖啡店重振旗鼓。母子倆雖然懷抱著各種生活問題與各自的痛苦，不要求兒子學校成績的良子僅告訴兒子不能說謊學壞。某日，良子巧遇了昔日中學時期的同學熊木（大塚ヒロタ 飾），並與對方有了進一步的關係。究竟，良子所遇上的人能真心帶給她幸福嗎？母子倆絕不放棄的事物又是什麼呢？

## 登場人物

### 主要角色
- 田中良子：尾野真千子

丈夫車禍身亡的單親媽媽，育有一子。
- 田中純平：和田庵

良子的13歲兒子。
- 小景：片山友希

良子的同事。
- 田中陽一：小田切讓

良子的丈夫，七年前因車禍身故，留下需看護的父親與良子母子倆。
- 中村：永瀨正敏

風俗店店長。

### 其他角色
- 熊木直樹：大塚ヒロタ

田中良子的國中同學。
- 瀧：芹澤興人（日语：芹澤興人）

陽一在樂團的友人。
- 德田浩至（日语：コージ・トクダ）

花店店長。
- 齊木：笠原秀幸（日语：笠原秀幸）

花店店員。
- 幸子：前田亞季

陽一的情人。
- 前田勝（日语：前田勝）

小景的男友。
- 泉澤祐希

純平的學校老師。
- 有島耕：鶴見辰吾

車禍肇事者的兒子。
- 成原：嶋田久作（日语：嶋田久作）

車禍肇事者的委託律師。
- 大鷹明良（日语：大鷹明良）

小景的父親。

## 幕後人員
- 導演：石井裕也
- 編劇：石井裕也
- 攝影：鎌苅洋一
- 燈光：長田達也（日语：長田達也）
- 收音：小松将人
- 美術：石上淳一
- 服裝：立花文乃
- 髮型：豊川京子
- 音效：柴崎憲治（日语：柴崎憲治）
- 剪輯：石井裕也、岡﨑正弥
- VFX製作：赤羽智史
- 主題曲：《ハートビート》GOING UNDER GROUND（日语：GOING UNDER GROUND）
- 製片：五老剛、竹內力（日语：竹内力）、永井拓郎、神保友香
- 總製片：河村光庸（日语：河村光庸）
- 執行製片：飯田雅裕
- 共同製片：中島裕作、徳原重之、長井龍
- 製作：RIKI Project（日语：RIKIプロジェクト）
- 發行：Filmland、朝日新聞社、STAR SANDS

## 相關獎項

### 入圍
- 第76回每日電影獎

最佳作品
最佳導演：石井裕也
- 第46回報知電影獎[8]

最佳作品
最佳導演：石井裕也
最佳女主角：尾野真千子
最佳男配角：小田切讓
最佳女配角：片山友希
最佳新人：和田庵
- 第34回日刊體育電影大獎

最佳女主角：尾野真千子
最佳女配角：片山友希
最佳導演：石井裕也
- 第64回藍絲帶電影獎

最佳作品
最佳導演：石井裕也
最佳女主角：尾野真千子
最佳新人：片山友希

### 獲獎
- 第95回電影旬報獎

年度十佳作品：第二位
最佳女主角：尾野真千子
最佳新進男演員：和田庵
- 第13回TAMA電影獎（日语：TAMA映画賞） 最佳女主角：尾野真千子[9]
- 第44回山路文子電影獎 年度女演員：尾野真千子[10]
- 第43回報知電影獎 最佳新人：片山友希
- 第46回橫濱電影節

年度十佳作品：第六位
最佳女主角：尾野真千子
最佳女配角：片山友希
- 第76回每日電影獎

最佳女主角：尾野真千子
最佳新人：和田庵、片山友希
- 第16回大阪電影節

年度十佳作品：第六位
最佳女主角：尾野真千子
最佳新進女演員：片山友希
- 《電影藝術（日语：映画芸術）》雜誌年度十佳作品：第七位
- 第35回高崎電影節（日语：高崎映画祭）[11]

最佳新進演員：片山友希
最佳新人演員：和田庵
- 第64回藍絲帶電影獎 年度十佳作品